# David Robb
Pour les articles homonymes, voir Robb.
David Robb, né le 23 août 1947 à Londres en Angleterre, est un acteur britannique. Il est l'époux de l'actrice Briony McRoberts.

## Filmographie

### Cinéma
- 1974 : The Swordsman : Alex Sandor
- 1975 : Conduct Unbecoming : Lieutenant Winters
- 1977 : Die Standarte
- 1983 : The Wars : Major Terry
- 1988 : Les Imposteurs : George Anglesmith
- 1993 : Swing Kids : Dr Dietrich Berger
- 1994 : Hellbound : Richard Ier d'Angleterre
- 1996 : Famous Fred : Ginger
- 1997 : The House of Angelo : Lord Vanbrugh
- 1997 : Regeneration : Dr McIntyre
- 2001 : Treasure Island : Dr Livesey
- 2004 : Moi, Peter Sellers : Dr Lyle Wexler
- 2007 : Elizabeth : L'Âge d'or : Sir William Winter
- 2009 : Victoria : Les Jeunes Années d'une reine : Membre du Whig
- 2009 : Le Secret de Green Knowe : Lord Farrar

### Télévision
- 1974 : Intimate Strangers : Tim (1 épisode)
- 1975 : Churchill's People (1 épisode)
- 1976 : The Glittering Prizes : Donald Davidson (1 épisode)
- 1976 : Warship : Lieutenant Dean (1 épisode)
- 1976 : Roméo et Juliette : Tybalt
- 1976 : I, Claudius : Germanicus (3 épisodes)
- 1976 : The Cedar Tree : Sir Nigel Marsham (2 épisodes)
- 1976-1983 : BBC Play of the Month : Brian Curtis, John Watherstone et Robert Caplan (3 épisodes)
- 1977 : Wings : Major Biggins (1 épisode)
- 1977 : Supernatural : Philip Hambleton (1 épisode)
- 1977-1981 : Crown Court : James Laughton (4 épisodes)
- 1978 : Les Quatre Plumes blanches : Thomas Willoughby
- 1978 : Play for Today : Peter Cosby (1 épisode)
- 1978 : Hazell : Jonathan Clayton (1 épisode)
- 1978 : Jackanory Playhouse : Ange Gabriel (1 épisode)
- 1978 : Out : Swann (1 épisode)
- 1978 : Scorpion Tales : Lieutenant James White (1 épisode)
- 1978 : Premiere (1 épisode)
- 1978 : Les Hauts de Hurlevent : Edgar Linton (4 épisodes)
- 1978 : Huntingtower : Quentin Kennedy (1 épisode)
- 1979 : The Legend of King Arthur : Lancelot du Lac (7 épisodes)
- 1980 : Hamlet, Prince of Denmark : Laertes
- 1980 : The Sandbaggers : Paul Dalgetty (2 épisodes)
- 1980 : Forgive Our Foolish Ways : David Senior
- 1981 : Fanny by Gaslight : Capitaine Charles Tennant
- 1981 : The Flame Trees of Thika : Robin (7 épisodes)
- 1982 : Ivanhoé : Robin des Bois
- 1982 : Charles and Diana: A Royal Love Story : Prince Charles
- 1984 : Morte d'Arthur : Lancelot du Lac
- 1984 : Les Derniers Jours de Pompéi : Sallust (3 épisodes)
- 1984 : Histoires singulières : Vincent Rhodes (1 épisode)
- 1985 : Wallenberg: A Hero's Story : Per Anger
- 1986 : First Among Equals : Andrew Fraser (10 épisodes)
- 1987 : Dreams Lost, Dreams Found : Ross Fleming
- 1988 : Freedom Fighter : Lieutenant Karl Pressler
- 1989 : CBS Summer Playhouse : Jason Stockwell (1 épisode)
- 1990 : Cluedo : Colonel Moutarde (1 épisode)
- 1991 : Parnell and the Englishwoman : Capitaine Willie O'Shea
- 1991 : Up the Garden Path : Charles (6 épisodes)
- 1991 : The Man Who Lived at the Ritz
- 1992 : Le Pouvoir et la haine : Shane O'Neill
- 1992-1993 : Strathblair : Andrew Menzies (20 épisodes)
- 1994 : Takin' Over the Asylum : Dr Cairns (1 épisode)
- 1994 : Shakespeare: The Animated Tales : Brutus (1 épisode)
- 1995 : Highlander : Kalas (5 épisodes)
- 1995-2003 : Casualty : Henry Reeve Jones (9 épisodes)
- 1996 : Half the Picture
- 1996 : The Crow Road : Fergus Urvill (4 épisodes)
- 1997 : The Broker's Man : Major Frank Russell (2 épisodes)
- 1997 : La Légende des montagnes du Nord : Ian Stewart
- 1998 : Verdict : Hugh Murray (1 épisode)
- 2000 : Inspecteur Barnaby : Charles MacKillop (1 épisode)
- 2000 : Headless : Mike Loomis
- 2000-2004 : The Bill : Bill Wicklow et Alan White (3 épisodes)
- 2001 : EastEnders : M. Reynolds (1 épisode)
- 2002 : Heartbeat : Guy Foxton (1 épisode)
- 2003 : Femmes de footballeurs : M. Owen (1 épisode)
- 2003 : Les Sept Merveilles du Monde Industriel : John Rennie (1 épisode)
- 2003 : Monarch of the Glen (en) : Charles MacDonald (1 épisode)
- 2004 : Preuve à charge (en) (Proof) : Klaus Neuman (4 épisodes)
- 2004 : Doctors : Keith Scott (1 épisode)
- 2004 : The Courtroom : Humphrey Pegg (1 épisode)
- 2005 : Taggart : Jack MacFarlane, James Mitchell et John Ferguson (3 épisodes)
- 2005 : Double Take (1 épisode)
- 2006 : Rebus : Daniel Raeburn (1 épisode)
- 2007 : Lost Worlds : Le narrateur (1 épisode)
- 2008 : Roman Mysteries : Barbatus (1 épisode)
- 2008 : Sharpe's Peril : Major Tredinnick
- 2009 : M.I. High : Brian Gainsborough (1 épisode)
- 2010 : Garrow's Law : Cooke (1 épisode)
- 2010-2015 : Downton Abbey : Dr Clarkson

### Jeu vidéo
- 2000 : James Bond 007 : Le monde ne suffit pas
- 2003 : Secret Weapons Over Normandy : Rork
- 2004 : Harry Potter et le Prisonnier d'Azkaban : Sirius Black
- 2004 : Star Wars: Battlefront : Officier impérial
- 2004 : Star Wars: Knights of the Old Republic 2 - The Sith Lords : Colonel Tobin, Patron et les Télosiens
- 2005 : Mercenaries: Playground of Destruction : Le journaliste et le correspondant
- 2007 : Harry Potter et l'Ordre du phénix : Sirius Black
- 2012 : Total War: Shogun 2 - La Fin des samouraïs